# 109
109（一百零九）是108与110之间的自然数。

## 數學上
- 第29個質數。前一個為107、下一個為113。
  - 第10對孿生質數，為（107、 109）。
  - 陳質數
  - 此數字雖然是自然質數，但不是高斯質數。前一個有此性質的自然質數是101、下一個是113。（OEIS數列A002313）

其第一象限之高斯質數的整数分解為{\displaystyle \left(10+3i\right)\times \left(10-3i\right)}。
- 第82個虧數，真因數和為1，虧度為108。前一個為107、下一個為110。
- 第74個不尋常數，大於平方根的質因數為109。前一個為107、下一個為110。
- 第68個無平方數因數的數。前一個為107、下一個為110。
- 第44個十进制的等數位數。前一個為107、下一個為111。
- 中心三角形數。
- 最小的數，使得五進位和9進位都是三位數的迴文數。

## 科學上
- 䥑的原子序数

## 其他
- 109年或前109年。
- The registry number of the famous patrol boat PT-109，commanded by John F. Kennedy。
- Messerschmitt Bf 109是第二次世界大战时期的战斗机。
- 過海隧道巴士109線
- 109百貨